# 大眼南美南極魚
大眼南美南極魚為輻鰭魚綱鱸形目南極魚亞目南極魚科的其中一種，分布於南美洲巴塔哥尼亞、火地島、麥哲倫海峽海域，體長可達13公分，為底棲性魚類，屬肉食性，生活習性不明。

## 擴展閱讀
維基物種上的相關：大眼南美南極魚